# دنیاگیری کووید-۱۹ در ترکیه
دنیاگیری کووید-۱۹ در ترکیه بخشی از دنیاگیری بیماری کروناویروس ۲۰۱۹ در جهان است.
اولین مورد تأیید شده در این کشور در ۱۱ مارس ۲۰۲۰ ثبت شد، هنگامی که یک فرد محلی از سفر اروپا به خانه بازگشته بود.